# 世界革命文学選
世界革命文学選（せかいかくめいぶんがくせん）は、1962年から1970年にわたって日本共産党中央委員会文化部が編集し新日本出版社が刊行した、日本語の叢書である。
その後、小B6判並製だった判型を四六判上製に改め〈世界の革命文学〉シリーズとして1970年代前半に再刊されたものもある。また、1970年代後半から80年代にかけては、新日本文庫に収録されたものもある。
以下、通巻番号、著者国籍、書名、著者名、訳者名、刊行年月、主題・キーワードの順に記す。
- 1,4 ソビエト連邦『鋼鉄はいかに鍛えられたか（上・下）』エヌ・ア・オストロフスキー著、横田瑞穂訳、1962-1963 のち文庫
- 2 ベトナム『西北地方物語 : ベトナム小説集』[トー・ホアイ（英語版）ほか著、広田重道・大久保昭男訳、1962　のち文庫
- 3 日本『太陽のない街』徳永直著、1962.12、共同印刷争議　のち文庫
- 5 日本『一九二八年三月十五日 ; 蟹工船 ; 党生活者』小林多喜二著、1963.2　のちそれぞれ文庫
- 6 キューバ『ベルチリヨン166 : キューバ革命の一日』ホセ・ソレル・プイグ著、飯田規和訳、1963　のち文庫
- 7,8 中華人民共和国『真紅の太陽（中国語版）（上・下）』呉強（中国語版）著、鹿地亘訳、1963
- 9 日本『一九三二年の春 ; 播州平野』宮本百合子著、1963.7　　のちそれぞれ文庫
- 10 北朝鮮『鴨緑江 : 朝鮮小説集』朴雄杰 ほか著、安宇植訳、1963
- 11 セネガル『セネガルの息子』サンベーヌ・ウスマン著、藤井一行訳、1963　のち文庫
- 12 ソビエト連邦『昼の星』オリガ・ベルゴリツ著、角圭子訳、1963
- 13,14 中華人民共和国『創業史（中国語版）（上・下）』柳青 (作家)（中国語版）著、人民文学研究会訳、1964
- 15,16 ソビエト連邦『母 : 新訳』マクシム・ゴーリキイ著、黒田辰男訳、1964　　のち文庫
- 17,18 ソビエト連邦『草原の家』ワレンチン・カターエフ著、西尾章二・太田多耕訳、1964
- 19,20 中華人民共和国『風にのり波をきって（上・下）』草明（中国語版）著、南克己ほか訳、1964
- 21 ソビエト連邦『嵐に生まれ出るもの』エヌ・ア・オストロフスキー著、稲田定雄訳、1965
- 22,23 ハイチ『太陽将軍 : めざめるハイチ（上・下）』ジ・エス・アレクシ（英語版）著、里見三吉訳、1965
- 24,25 北朝鮮『ケマ高原（上・下）』黄健著、安宇植訳、1965
- 26 セネガル『神の森の木々』サンベーヌ・ウスマン著、藤井一行訳、1965
- 27 中華人民共和国『李家荘の変遷』趙樹理著、三好一・島田政雄訳、1966
- 28 ベトナム『不敗の村』グエン・ゴック著、池上日出夫訳、1966.6、ベトナム戦争　のち文庫
- 29 アメリカ合衆国『義勇兵』スティーブ・ネルソン（英語版）著、松本正雄訳、1966、スペイン内戦　のち文庫
- 30 ソビエト連邦『壊滅・氾濫』ア・ファジェーエフ著、蔵原惟人・山村房次訳、1966
- 31 ギリシャ『アテネの歌声 : 現代ギリシャ小説集』ハジースほか著、道家忠道訳、1966
- 32 フランス『トロイの木馬』ポール・ニザン著、野沢協訳、1967
- 33,34 東ドイツ『愛国者（上・下）』ボード・ウーゼ（英語版）著、榎本重男ほか訳、1967、レジスタンス運動　のち文庫
- 35 チェコスロバキア『プロレタリア・アンナ』イワン・オルブラフト（英語版）著、大沼作人訳、1967
- 36,37 ルーマニア『一揆（上・下）』リビウ・レブリヤヌ（英語版）著、依田道子訳、1967
- 38 トルコ『ロマンチカ』ナジム・ヒクメット著、草鹿外吉訳、1967
- 39 北朝鮮『戦士たち』石潤基著、慎昌浩訳、1967.11
- 40,41 グアテマラ『緑の法王』エメ・ア・アストゥリアス著、鼓直訳、1967.12-1968.1、ユナイテッド・フルーツ
- 42 アメリカ合衆国『鉄の町』ロイド・エル・ブラウン（英語版）著、阿部芳雄訳、1968.2
- 43,44 ソビエト連邦『チャパーエフ』デ・ア・フールマノフ（英語版）著、名越民樹訳、1968
- 45 ソビエト連邦『私の大学』マクシム・ゴーリキー著、蔵原惟人訳、1968　のち文庫
- 46 ベトナム『サヌーの森 : ベトナム短編小説集』グエン・チュン・タンほか著、大島博光・荒木洋子訳、1968.6、ベトナム戦争
- 47 ブラジル『飢えの道』ジョルジェ・アマード著、神代修訳、1968
- 48 インド『二ますの米 : ケララの青春』タカリ・エス・ピライほか著、篠原茂訳、1968
- 49,50 アルバニア『最後の町（上・下）』ペトロ・マルコ（英語版）著、直野敦訳、1969
- 51 フランス『パリの虐殺』ジャン・カスー著、村上光彦訳、1970、パリ・コミューン

## 関連する刊行物
新日本出版社は、同時期に〈中国革命文学選〉も刊行し、同じ判型で『紅岩』など全15冊を出版したが、こちらは1960年代後半からの日本共産党と中国共産党の関係悪化の状況のなかで、刊行は停止された。